# Die Frau des Anarchisten
Die Frau des Anarchisten ist ein deutsch-spanisch-französisches Filmdrama der Regisseure Marie Noëlle und Peter Sehr aus dem Jahr 2008.

## Handlung
Die Geschichte der Liebe zwischen Manuela und ihrem Mann Justo, Rechtsanwalt und anarchistischer Aktivist in Madrid der 1930er Jahre und später im französischen Exil. Justo kämpft während des Spanischen Bürgerkriegs gegen die faschistischen Putschisten unter Franco. Nachdem sein Haus im Norden Spaniens von Bomben der Legion Condor zerstört wurde, findet Manuela Unterschlupf in Justos Kanzlei. Nach einem letzten Treffen in Madrid verliert sich die Spur von Justo während des Rückzugs der republikanischen Truppen. Fast zehn Jahre später erkennt Manuela das Gesicht Justos auf einer Abbildung von Gefangenen des KZ Mauthausen in einer französischen Zeitung. In einer französischen Provinzstadt sehen sich Manuela und Justo endlich wieder. Justo schließt sich dem Widerstand gegen Franco im französischen Exil an.

## Kritik
Das Lexikon des internationalen Films kritisierte, „die Stringenz der Handlung leidet an zu vielen Nebensträngen, wobei Überblendungen, die Schicksale und Schauplätze verbinden, Gleichzeitigkeit und gleiche Bedeutung vorgeben, ohne die Fülle der Fakten, Personen, Orte und Erzählperspektiven dramaturgisch sinnvoll einzubinden. Das eigentliche Thema einer unverbrüchlichen Liebe gerät aus dem Fokus.“

## Synchronisation
Deutsche Fassung, Dialogbuch und Synchronregie stammen von Marie Noëlle und Elisabeth von Molo.
| Rolle                | Darsteller       | Synchronsprecher    |
| -------------------- | ---------------- | ------------------- |
| Justo                | Juan Diego Botto | August Diehl        |
| Manuela              | María Valverde   | Julia Jentsch       |
| Lenin                | Nina Hoss        | Nina Hoss           |
| Paloma (4–5 Jahre)   | Alba Barragán    | Valentina Bonalana  |
| Paloma (6–8 Jahre)   | Ainoa Ruiz       | Amber Bongart       |
| Paloma (14–18 Jahre) | Ivana Baquero    | Vespa Vasic         |
| Paloma (erwachsen)   | Irene Visedo     | Brigitte Hobmeier   |
| Justo Junior         | Edgar Sehr       | Edgar Sehr          |
| Francisco            | Adrià Collado    | Gedeon Burkhard     |
| Luis                 | Biel Durán       | Ludwig Blochberger  |
| Pierre               | Jean-Marc Barr   | Jean-Yves de Groote |
| Jaime                | Pere Arquillué   | Uwe Ochsenknecht    |
| Marie                | Nathalie Grauwin | Nathalie Grauwin    |
| Lucienne             | Laura Morante    | Laura Morante       |
| Pedro Muñoz          | Toni Sevilla     | Uli Krohm           |
| Loli Muñoz           | Sílvia Sabaté    | Heide Jablonka      |
| José Maria Muñoz     | Luis Calleja     | Ralph Herforth      |
| Pilar                | Irene Montalà    | Maria Schrader      |

## Auszeichnungen
- Bernhard-Wicki-Filmpreis 2008
- ¡Viva! Spanish & Latin American Film Festival 2009
- Manchester UK (Publikumspreis)
- Ekwa Indian Ocean Film Festival 2009, Frankreich (Publikumspreis)
- 23rd Napa Sonoma – Wine Country Film Festival (Best World Cinema)
- Gaudí Award 2010, Spanien (Bestes Kostüm)